# Syzeuctus longivalvator
Syzeuctus longivalvator är en stekelart som beskrevs av Aubert 1977. Syzeuctus longivalvator ingår i släktet Syzeuctus och familjen brokparasitsteklar. Inga underarter finns listade i Catalogue of Life.